# Гленвју Мејнор (Кентаки)
Гленвју Мејнор (енгл. Glenview Manor) град је у америчкој савезној држави Кентаки.

## Демографија
По попису из 2010. године број становника је 191, што је 0 (0,0%) становника више него 2000. године.
| Група             | 2000.       | 2010.       |
| Белци             | 187 (97,9%) | 189 (99,0%) |
| Афроамериканци    | 0 (0,0%)    | 0 (0,0%)    |
| Азијати           | 4 (2,1%)    | 0 (0,0%)    |
| Хиспаноамериканци | 0 (0,0%)    | 2 (1,0%)    |
| Укупно            | 191         | 191         |